# Супершпион
«Супершпион» (англ. Gun Shy) — американский фильм 2000 года.

## Сюжет
У Чарли Мэйо (Лайам Нисон)  — классический «синдром эмоционального выгорания». Панические атаки, ночные кошмары, формирующаяся зависимость от транквилизаторов — словом, клиническая картина, что называется, по учебнику. Чарли любит летать на самолётах, но всё его поведение настолько похоже на боязнь полётов, что однажды на это обращает внимание доброжелательный сосед по салону, Джефф Блэкнер (Майкл Мэнтелл), очень кстати оказавшийся практикующим нью-йоркским психотерапевтом.
Блэкнер начинает работу с Чарли с индивидуальных бесед, но затем приглашает его присоединиться к групповым сеансам, на которых пациенты — такие же взрослые, состоявшиеся, крепко стоящие на ногах мужчины как Чарли — «отрабатывают» свои страхи: поругаться с начальником, поссориться с родителями жены, попасть в аварию, потерять работу, потерять деньги… Только здесь, окружённый товарищами по несчастью, Чарли решается обсудить с ними свою проблему, проговорить вслух свой главный страх.
Чарльз Мэйо боится умереть. Но совсем не так, как боится этого обычный человек.
Дело в том, что Чарли — опытнейший сотрудник спецслужб, секретный агент DEA, восемнадцатый год работающий под прикрытием в самом сердце нью-йоркской наркомафии, фактически — шпион-нелегал в собственной стране. Он десятки раз оказывался на грани провала. Сотни раз обнаруживал и, слава богу, успевал исправить собственные ошибки и ошибки своих начальников, способные привести к провалу. Не раз на его глазах жестоко убивали коллег, соперников-мафиози и совершенно посторонних граждан. Совсем недавно его самого впечатали лицом в блюдо с нарезанным арбузом и приставили к затылку пистолет — с тех пор у Чарли выраженная арбузо-фобия.
«Gun» по-английски — «ствол», огнестрельное оружие; «shy» — робость, неуверенность, стеснительность. Словосочетание, использованное в оригинальном названии фильма («Gun Shy») — англоязычный охотничий термин, означающий «собаку, которая пугается выстрелов». Пса охотничьей породы, пусть и чистых кровей, но непригодного к ружейной охоте. Чарли сегодня именно таков. Он вычерпал себя досуха. Он больше не охотник, он уже давно живёт в ожидании, что вот-вот станет чьей-то добычей.
Но однажды Чарльз Мэйо обретает в жизни могучую и надёжную опору. Психосоматические проблемы с пищеварением приводят его — по настоятельному совету доктора Блэкнера — к гастроэнтерологу, и процедурная медсестра Джуди (Сандра Буллок), ставившая ему, пардон, клизму перед рентгеноскопией кишечника, оказывается именно той женщиной, которую он искал всю жизнь. Джуди учит его радоваться жизни — не «жизни вообще», а каждому конкретному её мгновению. Джуди верит в него и помогает ему поверить в себя. Она убеждает Чарли, что он не только умный и сильный, но ещё и очень везучий, и если он до сих пор не провалился, то с каждым следующим днём вероятность уцелеть и победить не падает, а возрастает.
Сложнейшее задание руководства, связанное с разматыванием схемы «отмывания» денежных потоков наркомафии, сталкивает Чарли Мэйо с вспыльчивым и истеричным мафиози Фульвио Несстра (Оливер Платт), зятем и личным представителем босса одного из крупнейших преступных кланов Нью-Йорка. И, совершенно неожиданно, вновь обретённый жизненный опыт вдруг позволяет Чарли понять, что у кошмарного бандита Фульвио — практически те же проблемы, что и у него самого. Что под внешней оболочкой патологически жестокого гангстера скрывается тонко чувствующая, почти нежная натура итальянского садовода-любителя, волей судьбы заброшенного когда-то в змеиное гнездо. Вынужденного десятилетиями выживать рядом с ворами и убийцами, подчиняться их людоедским правилам, притворяться хищником, всё время ощущая себя потенциальной жертвой. Неспособного самостоятельно найти выход из этого тупика.
И что если суметь помочь Фульвио осознать себя, этот, казалось бы, безнадёжный уголовник может стать ценнейшим союзником.

## В ролях
| Актёр          |  | Персонаж                                                                   |
| -------------- |  | -------------------------------------------------------------------------- |
| Лиам Нисон     |  | Чарльз Мэйо, агент Управления по борьбе с наркотиками (DEA) под прикрытием |
| Сандра Буллок  |  | Джудит Типп, медсестра                                                     |
| Оливер Платт   |  | Фульвио Несстра, мафиози, зять Кармино Минетти                             |
| Мэри МакКормак |  | Глория Несстра, дочь Кармино Минетти, жена Фульвио                         |
| Майкл Мэнтелл  |  | Джефф Блэкнер, врач-психотерапевт                                          |
| Хосе Суньига   |  | Фидель Вайлар, колумбийский наркоделец                                     |
| Энди Лауэр     |  | «Джейсон Кейн, биржевой брокер», он же финансист Джерри Фейрстейн          |
| Митч Пиледжи   |  | Декстер Хелвеншоу, начальник Чарли Мэйо                                    |
| Фрэнк Винсент  |  | Кармино Минетти, «крёстный отец» одного из мафиозных кланов                |
| Пол Бен-Виктор |  | Говард                                                                     |
| Минди Крист    |  | Мирна                                                                      |